# Last Order: Final Fantasy VII
Last Order: Final Fantasy VII (ラストオーダー -ファイナルファンタジーVII-,?, Rasuto Ōdā -Fainaru Fantajī Sebun-) è un OAV (Original Anime Video) facente parte della Compilation of Final Fantasy VII: in essa è preceduto cronologicamente dal videogioco Crisis Core: Final Fantasy VII (PSP), mentre è succeduto dal 7º capitolo della serie Final Fantasy. L'audio è esclusivamente in lingua originale, con i sottotitoli in inglese; tuttavia molti fan hanno sottotitolato l'OAV in italiano.
Last Order narra gli eventi antecedenti alla trama di Final Fantasy VII e si basa su due flashback. Il primo ruota attorno agli eventi di Nibelheim cinque anni prima Final Fantasy VII e si concentra su Zack Fair, Cloud Strife, Tifa Lockhart e Sephiroth. L'altro vede invece Zack e Cloud fuggire dalla ShinRa. I due flashback sono collegati fra loro attraverso i pensieri di Tseng, comandante dei Turks. Last Order crea anche le basi per il gioco per PSP Crisis Core: Final Fantasy VII, e serve ad introdurre il gioco per cellulare Before Crisis: Final Fantasy VII.

## Trama
L'OAV inizia mostrando Zack e Cloud in fuga dalla Shinra, e Tseng, capo dei Turks, che detta ordini via telefono. Quindi, attraverso un flashback di Tseng, vengono narrati gli eventi di Nibelheim, avvenuti un anno prima l'inizio di Final Fantasy VII, partendo direttamente dall'incendio della città. L'OAV alternerà infatti spezzoni dei due flashback, quello della fuga di Zack e Cloud, e quello dell'incendio di Nibelheim.
In precedenza, anche se non viene mostrato nell'OAV, il 1st Class SOLDIER Zack viene incaricato di accompagnare il SOLDIER d'élite Sephiroth a investigare su un malfunzionamento di un reattore mako a Nibelheim. Durante la ricognizione Sephiroth scopre la verità sulla sua identità e le sue origini: è un essere creato geneticamente usando le cellule di un alieno, Jenova. Di fronte alla realtà Sephiroth impazzisce, incendia la città e si dirige al reattore per liberare Jenova. Ed è da qui che prende inizio il flashback di Tseng. Tifa, che aveva accompagnato la squadra di ricognizione al reattore, corre al reattore, dove trova il padre in fin di vita, e decide di vendicarsi: si scaglia contro Sephiroth che però la scaraventa sulle scale tramortendola.
Zack, arrivato al reattore, corre in aiuto di Tifa e decide di fermare il suo compagno una volta per tutte: inizia un combattimento contro Sephiroth, che però ha inevitabilmente la meglio. Egli libera Jenova ma viene improvvisamente trafitto alle spalle da un soldato semplice, Cloud, che però viene a sua volta trafitto. Ma Cloud non si arrende e con uno sforzo sovrumano lo scaraventa contro il muro. Sephiroth, incredulo, nota il bagliore degli occhi di Cloud (detto Mako Glow), proprio di chi viene a contatto con il Lifestream e decide di buttarsi con la testa di Jenova nel Lifestream che scorreva sotto di loro.
Sul luogo dell'accaduto giungono i membri della ShinRa, tra cui Hojo, che decide di prendere i corpi di Cloud e Zack per esperimenti sulle cellule Jenova. Li porta quindi nei sotterranei della ShinRa Mansion e li pone in due capsule di contenimento. Ma Zack, dopo qualche tempo, riprende i sensi e scappa, portando Cloud (che si trovava in una sorta di coma) con sé. Riescono a trovare un passaggio da un camionista che li porta a Midgar, ma poco prima di giungere a destinazione i due cadono vittima di un agguato della ShinRa.
L'OAV termina con uno sparo e con Zack che urla "Cloud, SCAPPA!". Per conoscere il resto degli eventi bisogna aver giocato a Final Fantasy VII: Zack si sacrifica per salvare Cloud da un cecchino e riesce a trascinare l'amico fin su una collina. Qui vengono inesorabilmente raggiunti dai soldati che uccidono Zack e lasciano stare Cloud, pensando che non possa più fare niente in quelle condizioni pietose. Ma Cloud riacquista conoscenza poco dopo e, non ricordando nulla di ciò che è accaduto, prende con sé la Buster Sword di Zack, si ritrova con gli abiti da 1st Class SOLDIER (che gli aveva fatto indossare precedentemente Zack) e raggiunge Midgar, dove incontra Tifa, che lo convince a partecipare ad una missione all'AVALANCHE. Qui comincia Final Fantasy VII.

## Differenze rispetto alla storia originale
Le seguenti differenze sono state volute dagli sceneggiatori per incrementare la drammaticità e per esigenze cinematografiche.
- In Final Fantasy VII, il padre di Tifa viene trovato già morto dentro il reattore mako. In Last Order, viene invece trovato in fin di vita fuori dal reattore.
- Lo scontro con Sephiroth nel reattore è molto simile a quello di Crisis Core: Final Fantasy VII, con Zack che viene sconfitto da Sephiroth dopo un lungo combattimento (accorciato in Last Order) e con Cloud che trafigge Sephiroth, ma ci sono alcune differenze: Zack nel gioco viene infatti scagliato sulle scale da Sephirot, inoltre è diversa la scena del combattimento con Cloud, nel gioco infatti dopo essere stato trafitto da Sephiroth vicino al contenitore di Jenova, afferra la Masamune e solleva di peso Sephiroth scagliandolo nel vuoto.
- In Final Fantasy VII, quando Tifa viene ferita da Sephiroth, Zack la ignora completamente, mentre in Last Order, i due invece hanno una breve conversazione prima che Zack entri nella camera.
- In Last Order, Cloud e Sephiroth hanno un dialogo aggiunto durante il loro scontro.
- In Final Fantasy VII, quando Cloud carica Sephiroth con la Buster Sword di Zack, questi si gira in tempo per essere trafitto nello stomaco. In Last Order, Sephiroth non si accorge della presenza di Cloud e viene colpito alle spalle.
- In Final Fantasy VII, Cloud viene trafitto dalla Masamune di Sephiroth una volta. In Last Order, viene trafitto due volte (una prima volta scaraventato nella stanza di Jenova)
- In Final Fantasy VII, quando Sephiroth tenta di andarsene con la testa di Jenova, Cloud lo ferma proprio sopra il cuore del reattore, dove scorre il Lifestream. Sephiroth rapidamente corre verso di lui e lo trafigge con la Masamune. Dopo essere stato sollevato in aria sopra il Lifestream, Cloud affonda ulteriormente la lama per raggiungere la sporgenza e scaglia Sephiroth nel Lifestream. In Last Order, Cloud carica Sephiroth quando sta in cima alle scale che conducono alla camera di Jenova, viene trafitto una prima volta e scagliato nella stanza di Jenova e trafitto una seconda volta. Cloud viene sollevato sopra il Lifestream (che si trova nella camera di Jenova, e non in quella precedente), affonda ulteriormente la lama e scaglia Sephiroth contro il muro. Sephiroth stesso decide poi di gettarsi nel Lifestream.
- In Final Fantasy VII quando Zack attacca Sephiroth, viene sconfitto in un colpo solo, mentre in Last Order, lo scontro dura 48 secondi.
- In Last Order, dopo che Cloud ha ferito gravemente Sephiroth, si dirige verso Tifa, che riprende conoscenza e gli parla. In Final Fantasy VII, tutto ciò non accade. Invece questo dialogo è presente in un flashback visto da Tifa e Cloud mentre guardano nel Lifestream. Quest'errore è grave, in quanto in Final Fantasy VII Tifa non ricorda assolutamente che Cloud era a Nibelheim 5 anni prima, e questo è un punto fondamentale per la storia.
- In Final Fantasy VII, Cloud è presente durante l'incendio della città e viene messo KO. In seguito si riprende e si reca al reattore. In Last Order, scopre insieme a Zack che la città è in fiamme e si reca al reattore solo dopo aver aiutato Zangan a prendersi cura dei cittadini feriti, e di conseguenza arriva al reattore più tardi rispetto al compagno.
- In Final Fantasy VII, durante il flashback segreto visibile nel Disco 2 nei sotterranei della ShinRa Mansion, Zack esce da Nibelheim trascinando per metà Cloud che indossa ancora l'uniforme di soldato semplice; lo schermo diventa poi nero e c'è un dialogo in cui Zack fa indossare a Cloud l'uniforme da SOLDIER. In Last Order, questo cambiamento non avviene mai e Cloud rimane sempre con l'uniforme ordinaria[2].
- In Final Fantasy VII e in tutte le altre sue successive apparizioni (compreso Kingdom Hearts), la Buster Sword presenta soltanto un lato affilato. In Last Order, la Buster Sword è affilata anche sulla parte posteriore della lama.

## Colonna sonora
La colonna sonora del gioco, composta da Takeharu Ishimoto, è stata pubblicata in un solo album con la colonna sonora di Before Crisis: Final Fantasy VII, sempre ad opera di Ishimoto.